# Malå distrikt
Malå distrikt är det enda distriktet i Malå kommun i Västerbottens län. Distriktet ligger omkring Malå i södra Lappland.

## Tidigare administrativ tillhörighet
Distriktet inrättades 2016 och utgörs av hela Malå kommun som också motsvarar Malå socken.
Området motsvarar den omfattning Malå församling hade 1999/2000.

## Tätorter och småorter
I Malå distrikt finns en tätort och tre småorter.

### Tätorter
- Malå

### Småorter
- Adak
- Rentjärn
- Rökå